# Normála
Normála daného n−1 dimenzionálního podprostoru v n-dimenzionálním prostoru je přímka kolmá na daný podprostor. Vektor určující směr normály se nazývá normálový vektor. V rovinném případě je to vektor kolmý na přímku, v prostorovém případě je to vektor kolmý na rovinu.
Obecněji lze v jednotlivých bodech určovat i normály jiných spojitých n−1 rozměrných útvarů – tzv. nadploch. Například v rovině ke křivkám nebo v prostoru k plochám. Normála je pak normálou tečného podprostoru v daném bodě a určuje orientaci nadplochy.
Lze také určovat normály k útvarům nižší dimenze, např. k prostorové křivce. V takovém případě však normála není určena jednoznačně. Všechny normály v daném bodě pak tvoří normálový prostor, např. v případě prostorové křivky tvoří všechny normály normálovou rovinu.

## Normála plochy

Normála k ploše v bodě je shodná s normálou k rovině tečné k dané ploše ve stejném bodě.

Je-li rovina dána rovnicí {\displaystyle ax+by+cz+d=0}, potom je její normálový vektor n roven {\displaystyle (a,b,c)}.
Je-li příslušně hladká plocha dána rovnicemi
{\displaystyle x=x(r,s),\,}
{\displaystyle y=y(r,s),\,}
{\displaystyle z=z(r,s),\,}
potom je vektor normály až na znaménko udán jako
{\displaystyle \mathbf {n} ={\frac {\partial \mathbf {r} }{\partial r}}\times {\frac {\partial \mathbf {r} }{\partial s}}=\left|{\begin{matrix}{\frac {\partial x}{\partial r}},&{\frac {\partial y}{\partial r}},&{\frac {\partial z}{\partial r}}\\{\frac {\partial x}{\partial s}},&{\frac {\partial y}{\partial s}},&{\frac {\partial z}{\partial s}}\\\mathbf {e} _{1},&\mathbf {e} _{2},&\mathbf {e} _{3}\end{matrix}}\right|,}
což má přímé zobecnění v n-rozměrném prostoru:
{\displaystyle \mathbf {n} =\left|{\begin{matrix}{\frac {\partial x_{1}}{\partial p_{1}}},&\dots ,&{\frac {\partial x_{n}}{\partial p_{1}}}\\\dots ,&\dots ,&\dots \\{\frac {\partial x_{1}}{\partial p_{n-1}}},&\dots ,&{\frac {\partial x_{n}}{\partial p_{n-1}}}\\\mathbf {e} _{1},&\dots ,&\mathbf {e} _{n}\end{matrix}}\right|,}
kde {\displaystyle p_{1},\dots ,p_{n-1}} jsou parametry plochy.
Je-li plocha dána jako množina bodů {\displaystyle (x,y,z)} splňujících rovnici :{\displaystyle F(x,y,z)=0}, potom určíme vektor normály až na znaménko jako gradient F:
{\displaystyle \mathbf {n} =\nabla F(x,y,z)}.

## Normála křivky
Všechny přímky, které prochází daným bodem křivky {\displaystyle \mathbf {r} =\mathbf {r} (s)}, kde {\displaystyle s} je oblouk křivky, a jsou kolmé na tečný vektor {\displaystyle \mathbf {t} } v tomto bodě, se označují jako normály křivky v daném bodě.

Hlavní (první) normálou křivky se nazývá přímka, která je její normálou v daném bodě a jejíž směr je určen vektorem {\displaystyle {\frac {\mathrm {d} \mathbf {t} }{\mathrm {d} s}}}.
Jednotkový vektor {\displaystyle \mathbf {n} }, který má stejný směr jako vektor {\displaystyle {\frac {\mathrm {d} \mathbf {t} }{\mathrm {d} s}}}, se nazývá jednotkový vektor hlavní (první) normály. Hlavní normála je definována pokud v daném bodě křivky platí {\displaystyle {\frac {\mathrm {d} ^{2}\mathbf {t} }{\mathrm {d} s^{2}}}\neq 0}.
Jednotkový vektor hlavní normály lze pomocí Frenetových vzorců vyjádřit jako
{\displaystyle \mathbf {n} ={\frac {1}{k_{1}}}{\frac {\mathrm {d} \mathbf {t} }{\mathrm {d} s}}={\frac {1}{k_{1}}}{\frac {\mathrm {d} ^{2}\mathbf {r} }{\mathrm {d} s^{2}}}},
kde {\displaystyle k_{1}} je tzv. první křivost.

Vektory {\displaystyle \mathbf {t} } a {\displaystyle \mathbf {n} } jsou vzájemně kolmé, tzn. {\displaystyle \mathbf {t} \cdot \mathbf {n} =0}.

Pokud parametrem křivky není její oblouk {\displaystyle s}, ale obecný parametr {\displaystyle t}, tzn. křivka je dána rovnicí {\displaystyle \mathbf {r} =\mathbf {r} (t)}, pak je jednotkový normálový vektor {\displaystyle \mathbf {n} } dán vztahem
{\displaystyle \mathbf {n} ={\frac {{\frac {\mathrm {d} ^{2}\mathbf {r} }{\mathrm {d} t^{2}}}c+{\frac {\mathrm {d} \mathbf {r} }{\mathrm {d} t}}{\frac {\mathrm {d} c}{\mathrm {d} t}}}{\sqrt {\left({\frac {\mathrm {d} ^{2}\mathbf {r} }{\mathrm {d} t^{2}}}c+{\frac {\mathrm {d} \mathbf {r} }{\mathrm {d} t}}{\frac {\mathrm {d} c}{\mathrm {d} t}}\right)\cdot \left({\frac {\mathrm {d} ^{2}\mathbf {r} }{\mathrm {d} t^{2}}}c+{\frac {\mathrm {d} \mathbf {r} }{\mathrm {d} t}}{\frac {\mathrm {d} c}{\mathrm {d} t}}\right)}}}},
kde {\displaystyle c={\frac {1}{\sqrt {{\frac {\mathrm {d} \mathbf {r} }{\mathrm {d} t}}\cdot {\frac {\mathrm {d} \mathbf {r} }{\mathrm {d} t}}}}}={\frac {1}{\frac {\mathrm {d} s}{\mathrm {d} t}}}} pokud platí {\displaystyle {\frac {\mathrm {d} ^{2}\mathbf {r} }{\mathrm {d} t^{2}}}\neq 0} a {\displaystyle {\frac {\mathrm {d} ^{2}\mathbf {r} }{\mathrm {d} t^{2}}}c+{\frac {\mathrm {d} \mathbf {r} }{\mathrm {d} t}}{\frac {\mathrm {d} c}{\mathrm {d} t}}\neq 0}.